# Kalasaari (ö i Södra Savolax, S:t Michel)
Kalasaari är en ö i Finland. Den ligger i sjön Puula och i kommunen Kangasniemi i den ekonomiska regionen  S:t Michel och landskapet Södra Savolax, i den södra delen av landet, 220 km norr om huvudstaden Helsingfors. Öns area är 0,8 hektar och dess största längd är 230 meter i sydöst-nordvästlig riktning.